# Jevhen Zaričnjuk
Jevhen Mykolajovyč Zaričnjuk (in ucraino Євген Миколайович Зарічнюк?; Kiev, 3 febbraio 1989) è un ex calciatore ucraino, di ruolo centrocampista.

## Carriera

### Club
Ha giocato nella massima serie dei campionati ucraino e moldavo.